# Chrámový institut
Chrámový institut (hebrejsky מכון המקדש‎ Mechon ha-Mikdaš) je náboženská organizace v Izraeli, která zaměřuje své dlouhodobé snahy na založení třetího Jeruzalémského chrámu na Chrámové hoře v místech, kde v současné době stojí islámská svatyně Skalní dóm, a o znovuzavedení systému přinášení obětí. Svého cíle se snaží dosáhnout studiem stavební konstrukce chrámu, chrámových rituálů a vytvářením chrámových rituálních předmětů, liturgických rouch a stavebních plánů, tak aby byly připraveny k použití, v případě, že okolnosti umožní rekonstrukci chrámu.
Ve Starém Městě v Jeruzalémě provozuje institut muzeum, které založil a vedl rabín Jisra'el Ari'el. Současným generálním ředitelem je Dovid Shvartz a mezinárodní oddělení vede rabín Chaim Richman. Institut podporuje newyorský miliardář Henry Swieca a také izraelská vláda.

## Galerie

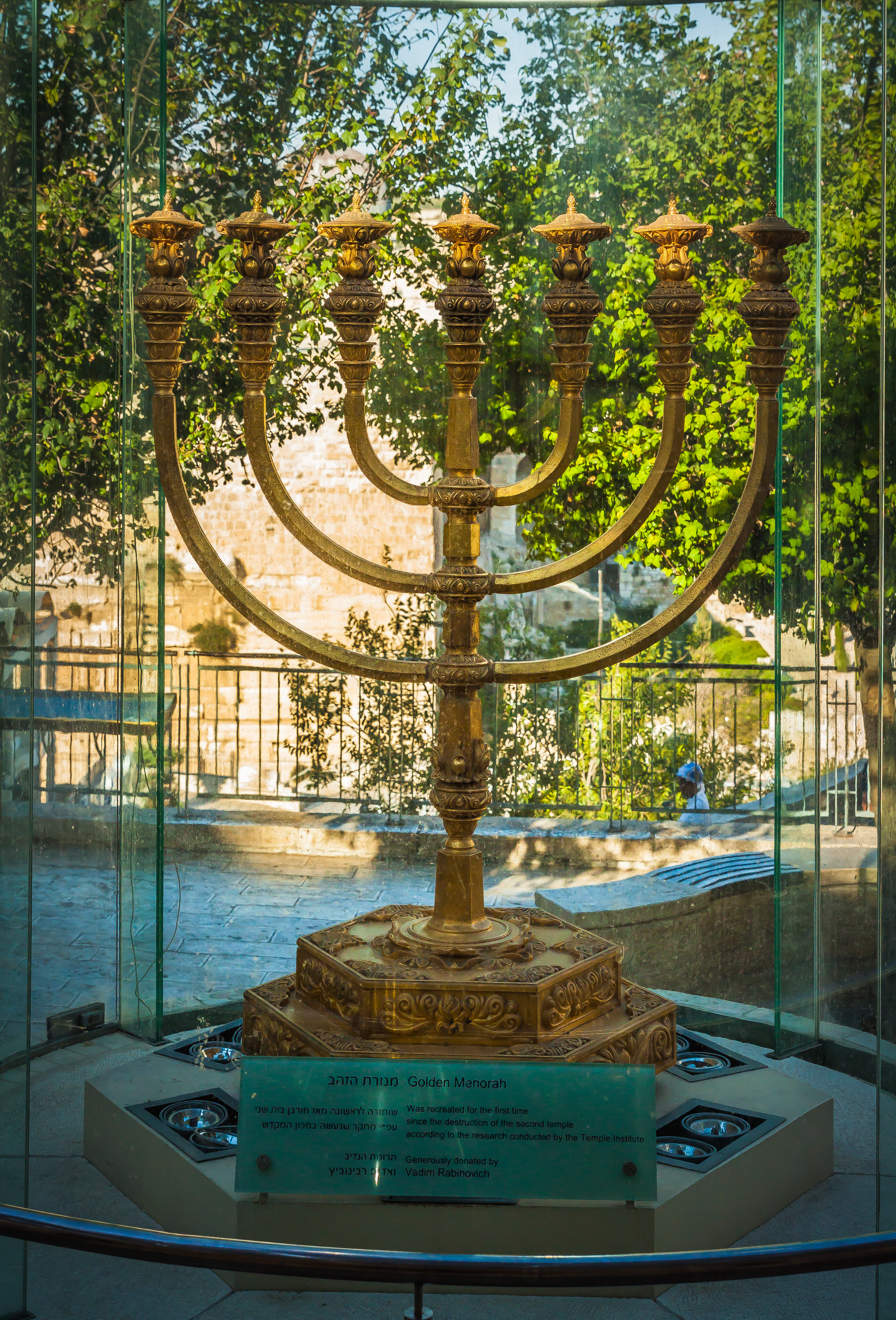
Model chrámové menory vedle institutu
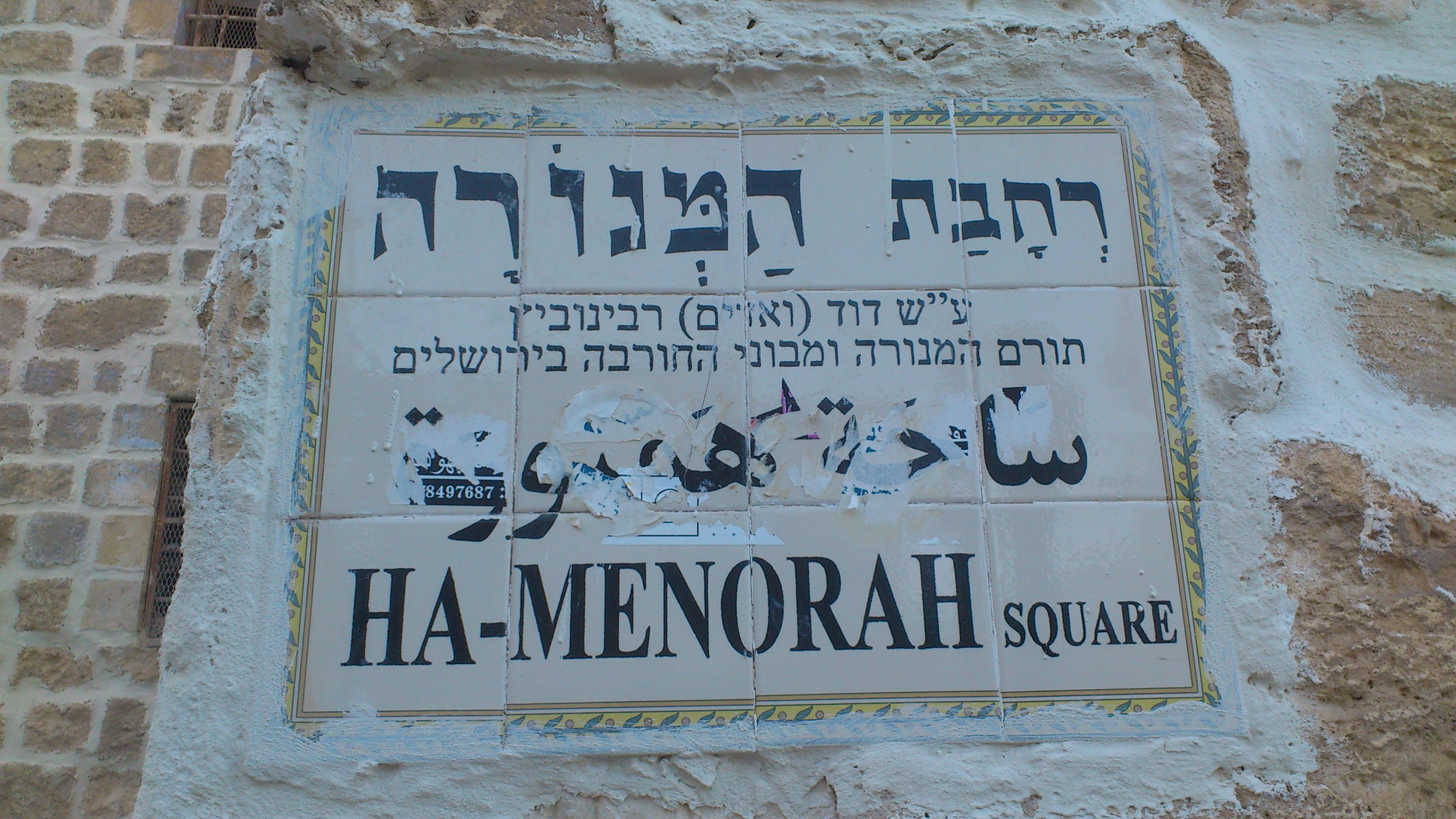
Pohled na desku vedle Chrámového institutu na náměstí Menory